# Annesse-et-Beaulieu
Annesse-et-Beaulieu is een gemeente in het Franse departement Dordogne (regio Nouvelle-Aquitaine). De plaats maakt deel uit van het arrondissement Périgueux. Annesse-et-Beaulieu telde op 1 januari 2022 1.478 inwoners.
De kerk Saint-Blaise dateert uit de 12e eeuw.

## Naam
De naam Annesse is van Gallische oorsprong en is een samentrekking van ana (moeras) en het achtervoegsel -icia, dat wijst op een geheel. Rond de naam van de plaats is een legende ontstaan. De ezelin (Frans: ânesse) van een bisschop zou op de vlucht zijn geslagen voor een wolf. De bisschop bad voor de terugkeer van zijn rijdier. God verhoorde dit gebed en deed een bron ontspringen. Na zich gelaafd te hebben aan deze bron, keerde de ezelin naar haar eigenaar terug.

## Geografie
De oppervlakte van Annesse-et-Beaulieu bedraagt 12,12 km², de bevolkingsdichtheid is 117 inwoners per km² (per 1 januari 2019). De gemeente ligt aan de Isle.
De onderstaande kaart toont de ligging van Annesse-et-Beaulieu met de belangrijkste infrastructuur en aangrenzende gemeenten.

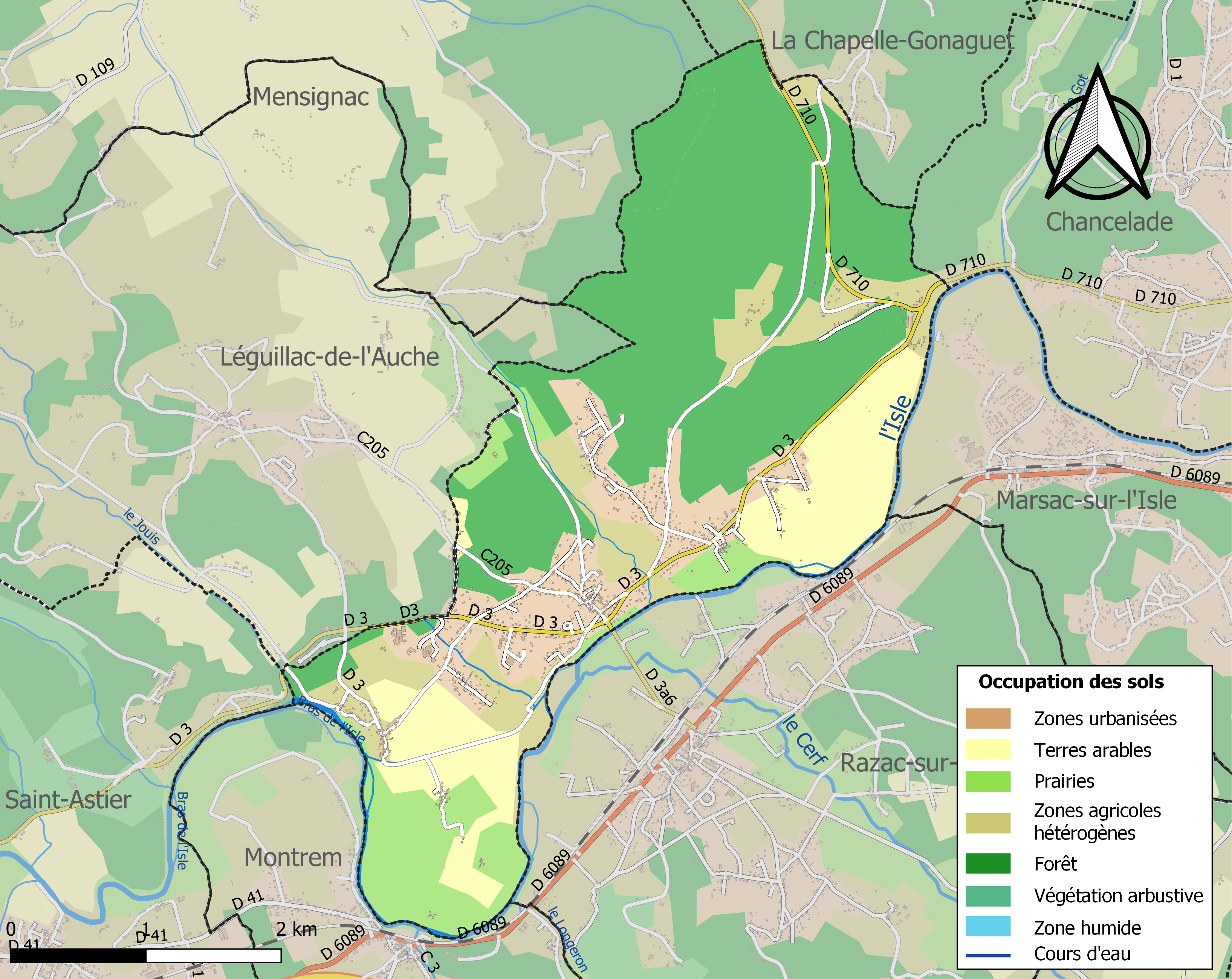

## Demografie
Onderstaande figuur toont het verloop van het inwonertal (bron: INSEE-tellingen).